# Nueva objetividad (arquitectura)

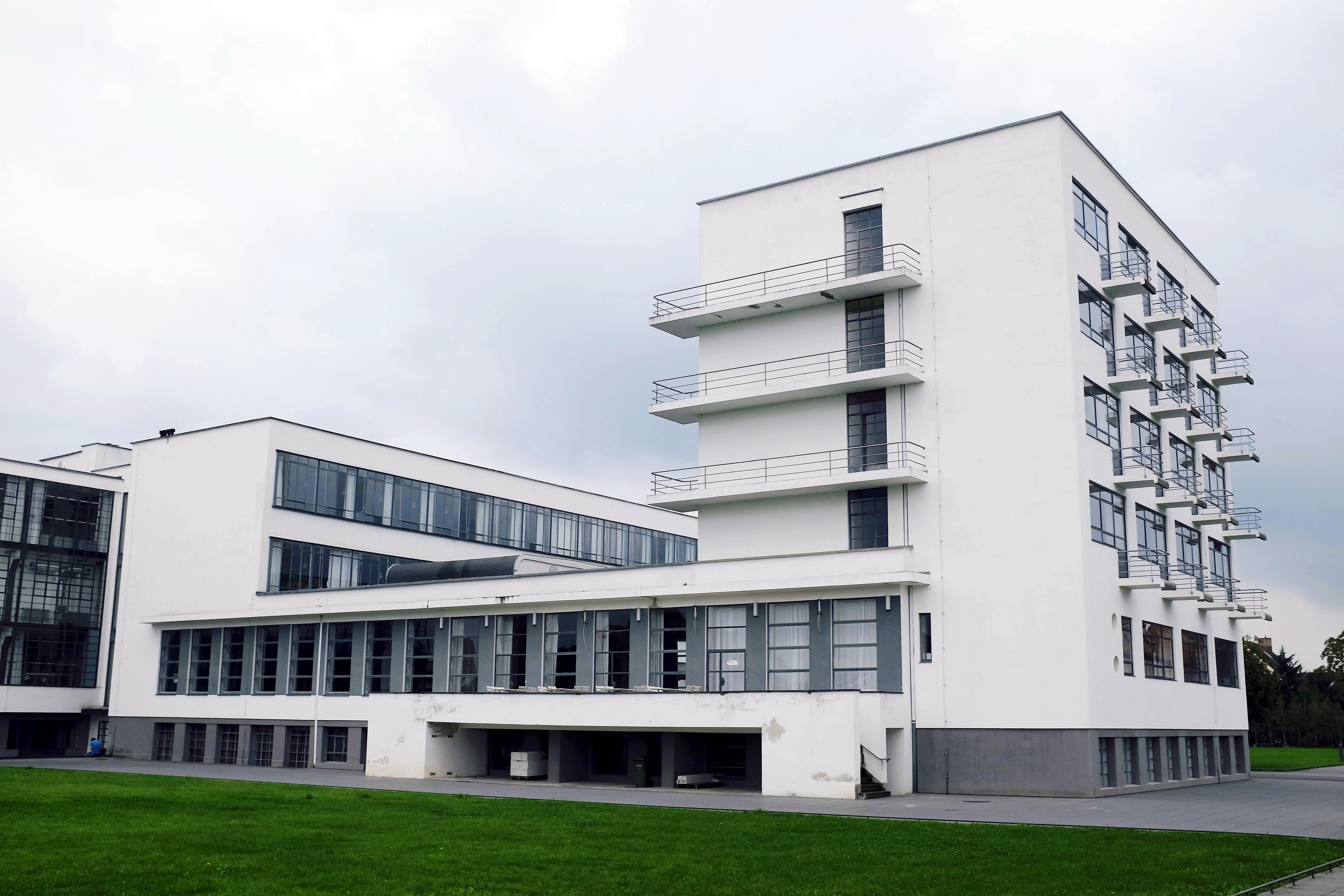
El ala de alojamiento para estudiantes, edificio Bauhaus Dessau de Walter Gropius (1925–26)

La nueva objetividad (también conocida como nueva sobriedad) es un término utilizado para describir la arquitectura moderna que se desarrolló en Europa, especialmente en los países de habla alemana, durante los años 1920 y 1930. También es comúnmente referida como neues bauen (lit. edificio nuevo). Durante este período, la neue sachlichkeit transformó significativamente muchas ciudades alemanas.

## Werkbund y expresionismo

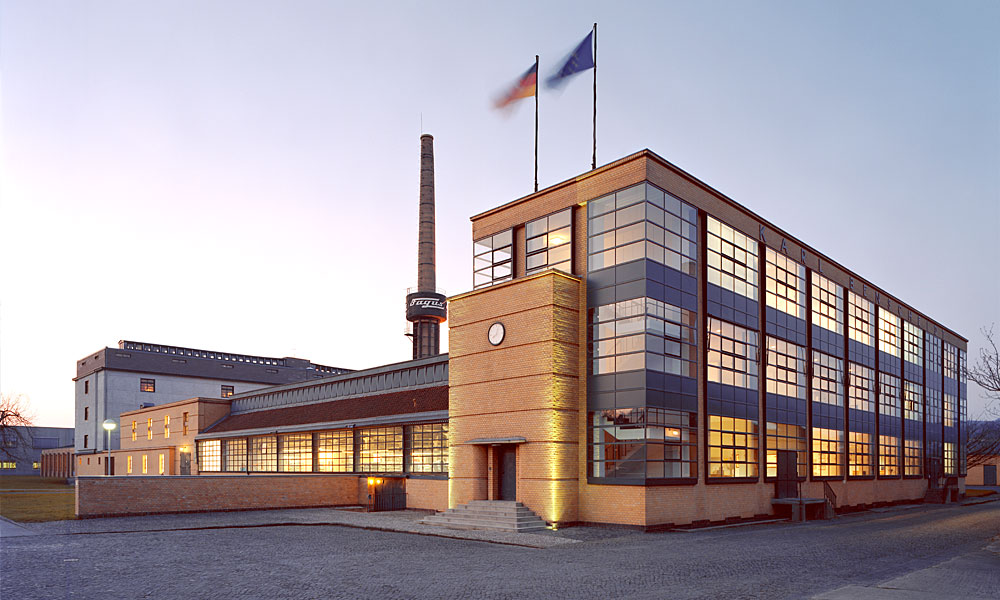
La fábrica Fagus de Gropius y Meyer

Los primeros ejemplos de este estilo se remontan a antes de la Primera Guerra Mundial, cuando la Deutscher Werkbund intentaba darle un aspecto moderno a Alemania. Varios arquitectos asociados con la nueva objetividad practicaban de manera similar en la década de 1910, empleando superficies de vidrio y composiciones geométricas severas. Ejemplos de esto incluyen la fábrica Fagus de 1911 de Walter Gropius y Adolf Meyer, así como los grandes almacenes de 1912 de Hans Poelzig en Breslavia. Sin embargo, después de la guerra, estos arquitectos (junto con otros como Bruno Taut) colaboraron en el revolucionario Arbeitsrat für Kunst, que fue pionero en la arquitectura expresionista, especialmente a través del grupo secreto Cadena de Cristal. Las primeras obras de la Escuela de la Bauhaus, como la casa Sommerfeld, seguían esta línea. El dinamismo del expresionismo y el uso del vidrio (ya sea para transparencia o efectos de color) se convirtieron en un pilar de la nueva objetividad.

## Efectos de De Stijl y el constructivismo
El giro del expresionismo hacia los estilos modernistas más familiares de mediados y finales de la década de 1920 estuvo bajo la influencia de la vanguardia holandesa, particularmente De Stijl, cuyos arquitectos como Jan Wils y Jacobus Johannes Pieter Oud habían adaptado ideas derivadas de Frank Lloyd Wright en viviendas sociales de forma cúbica, influida por lo que Theo van Doesburg llamó "la estética de la máquina". También alejó a los arquitectos alemanes del expresionismo la influencia del constructivismo, particularmente de Vjutemás y de El Lisitski, quienes permanecieron en Berlín con frecuencia a principios de la década de 1920. Otro elemento fue el trabajo en Francia de Le Corbusier, como las propuestas para la casa 'Citrohan' de hormigón. Además, Erich Mendelsohn ya se había alejado del expresionismo hacia formas más simplificadas y dinámicas, como en las oficinas de su periódico Mossehaus y en la fábrica Weichsmann de Gliwice, ambas en 1921-2.

## Primeras casas y fincas

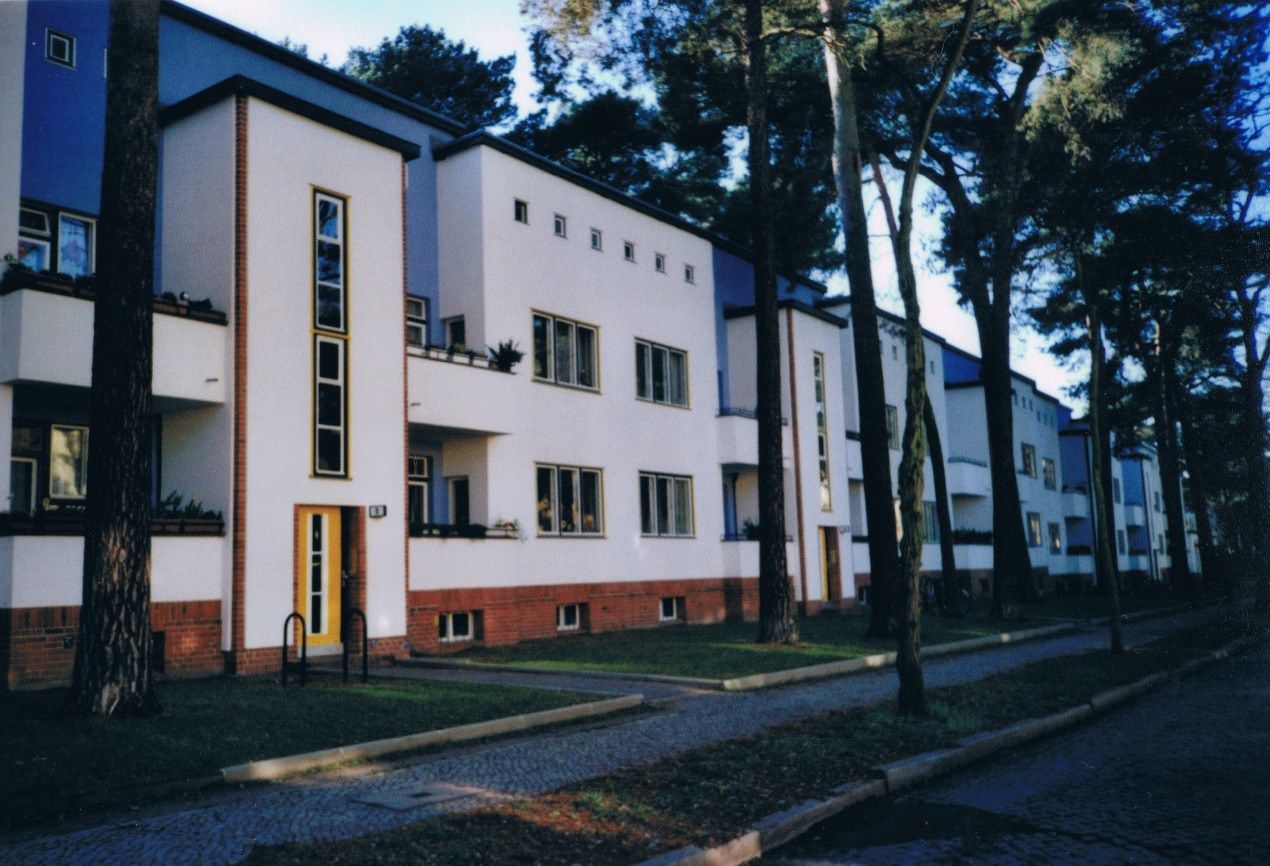
Bruno Taut, Onkel-Toms-Hütte, Wilskistrasse, Berlín

Quizás los primeros ejemplos del 'Nuevo Edificio' en Alemania se encontraron en la exposición de la Bauhaus de 1922, la Haus am Horn de Georg Muche, y en el mismo año, el diseño de Gropius/Meyer para el concurso Tribune Tower de Chicago. Sin embargo, la exploración temprana más completa de un nuevo lenguaje de vanguardia no expresionista se produjo en el 'Italienischer Garten' de 1923-24 en Celle de Otto Haesler.
Esta fue la primera Siedlung (literalmente "asentamiento", aunque sería más preciso "finca") modernista, una zona de viviendas sociales de nueva construcción caracterizada por tejados planos, una planta irregular y asimétrica, con casas dispuestas en terrazas orientadas al sur con ventanas generosas y superficies enlucidas. Al contrario de la idea de las "cajas blancas" popularizada más tarde por el estilo internacional, estas se pintaban frecuentemente en colores brillantes. El más firme defensor del color entre los arquitectos de viviendas fue Bruno Taut.

## Nuevo Fráncfort

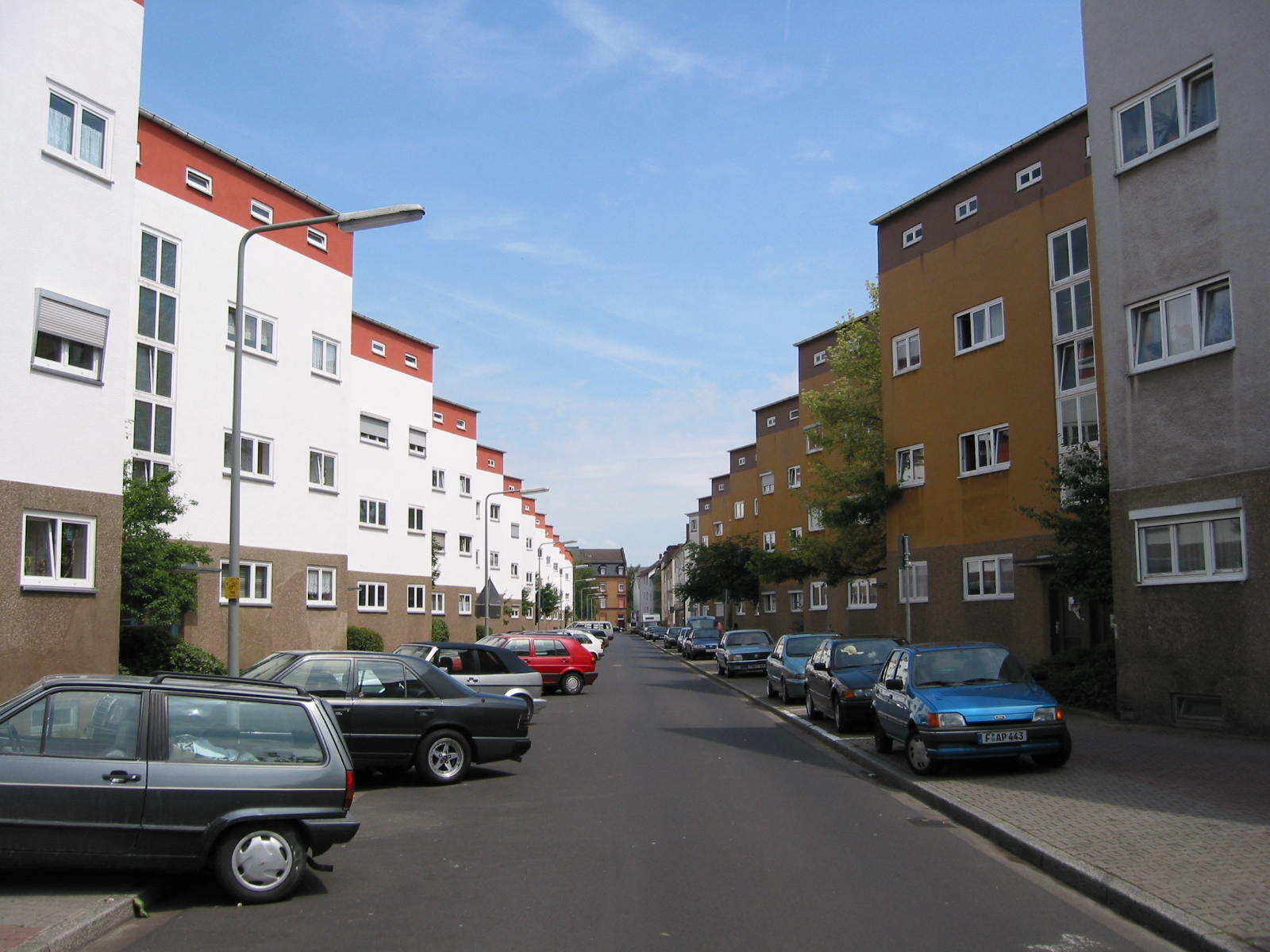
Ernst May, 'Casas en zig-zag' en Fráncfort del Meno

La mayor expansión de esto se produjo con el nombramiento de Ernst May para el puesto de arquitecto y planificador urbano por parte de la administración socialdemócrata de Frankfurt-am-Main. May fue formado por el urbanista británico Raymond Unwin, y sus Siedlungen mostraron la influencia de la ciudad jardín en su uso del espacio abierto: repudiaron totalmente el estilo nostálgico de los proyectos de Unwin, como Hampstead Garden Suburb. El 'Nuevo Frankfurt' de May sería enormemente importante para el desarrollo posterior de la Nueva objetividad, no sólo por su llamativa apariencia sino también por su éxito en realojar rápidamente a miles de pobres de la ciudad.
Sin embargo, sus técnicas avanzadas a menudo alienaron a la profesión de la construcción, gran parte de la cual se volvió superflua por la falta de ornamentación y la velocidad de construcción. May también contrataría a otros arquitectos en Frankfurt como Margarete Schütte-Lihotzky (donde desarrolló la cocina Frankfurt) y Mart Stam. El efecto inmediato del trabajo de May se puede ver en el Siedlung Dessau-Törten de Gropius de 1926 en Dessau (construido aproximadamente al mismo tiempo que el edificio más famoso de la Bauhaus), que también fue pionero en la tecnología de prefabricación. Que Alemania se había convertido en el centro del Nuevo Edificio –como se le llamó, con preferencia a la “Nueva Arquitectura”– fue confirmado por el Weißenhofsiedlung del Werkbund de 1927, donde a pesar de la presencia de Le Corbusier y Jacobus Johannes Pieter Oud, la mayoría de los arquitectos hablaban alemán. Además, en los años siguientes se organizaron exposiciones del Werkbund Estate en Breslavia y Viena.

## Funcionalismo y vivienda mínima

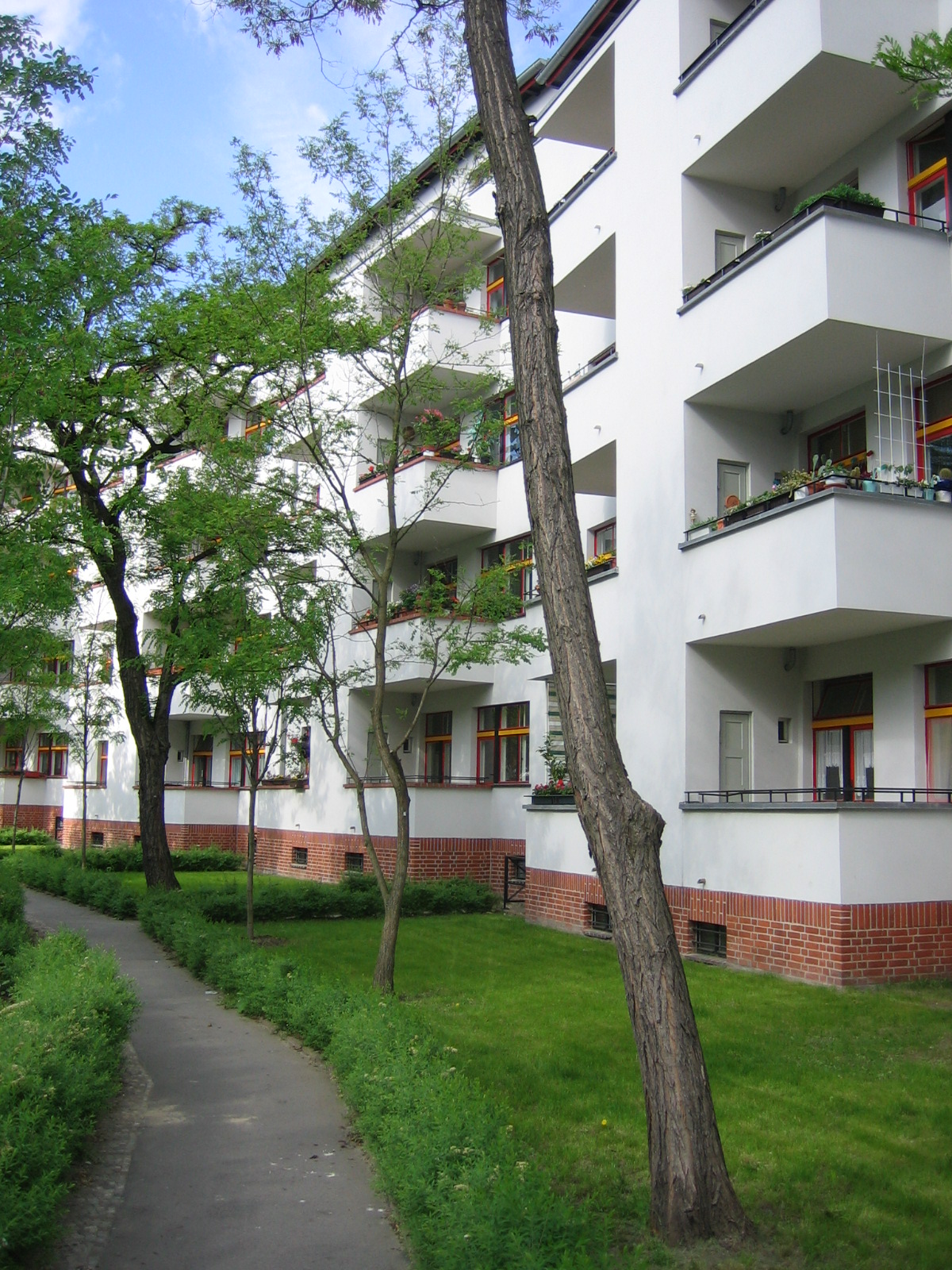
Bruno Taut, pisos en Prenzlauer Berg de Berlín

Los arquitectos de la Nueva objetividad estaban ansiosos por construir tantas viviendas rentables como fuera posible, en parte para abordar la crisis inmobiliaria de la posguerra en Alemania y en parte para cumplir la promesa del artículo 155 de la Constitución de Weimar de 1919, que preveía "una vivienda saludable" para todos los alemanes. Esta frase impulsó la definición técnica de Existenzminimum (vivienda de subsistencia) en términos de espacio mínimo aceptable, densidad, aire fresco, acceso a espacios verdes, acceso al tránsito y otras cuestiones similares para los residentes.
Al mismo tiempo hubo una expansión masiva del estilo por las ciudades alemanas. En Berlín, el arquitecto y planificador Martin Wagner trabajó con los antiguos expresionistas Bruno Taut y Hugo Häring en coloridas urbanizaciones de apartamentos y casas adosadas, como la Hufeisensiedlung de 1925, la 'Cabaña del Tío Tom' (Onkel-Toms-Hütte) de 1926 y la "Carl-Legien-Siedlung", con el auspicio de la sociedad de construcción sindical GEHAG. Los diseños de Taut presentaban techos planos polémicamente modernos, acceso humano al sol, el aire y los jardines, y generosas comodidades como gas, luz eléctrica y baños. Los críticos de la derecha política se quejaron de que estos desarrollos eran demasiado opulentos para la "gente sencilla". El alcalde progresista de Berlín, Gustav Böss, los defendió: "Queremos elevar los niveles más bajos de la sociedad". Experimentos similares en el socialismo municipal, como el Gemeindebau vienés, eran más estilísticamente eclécticos, por lo que las autoridades de Frankfurt y Berlín estaban apostando por la aprobación pública del nuevo estilo.

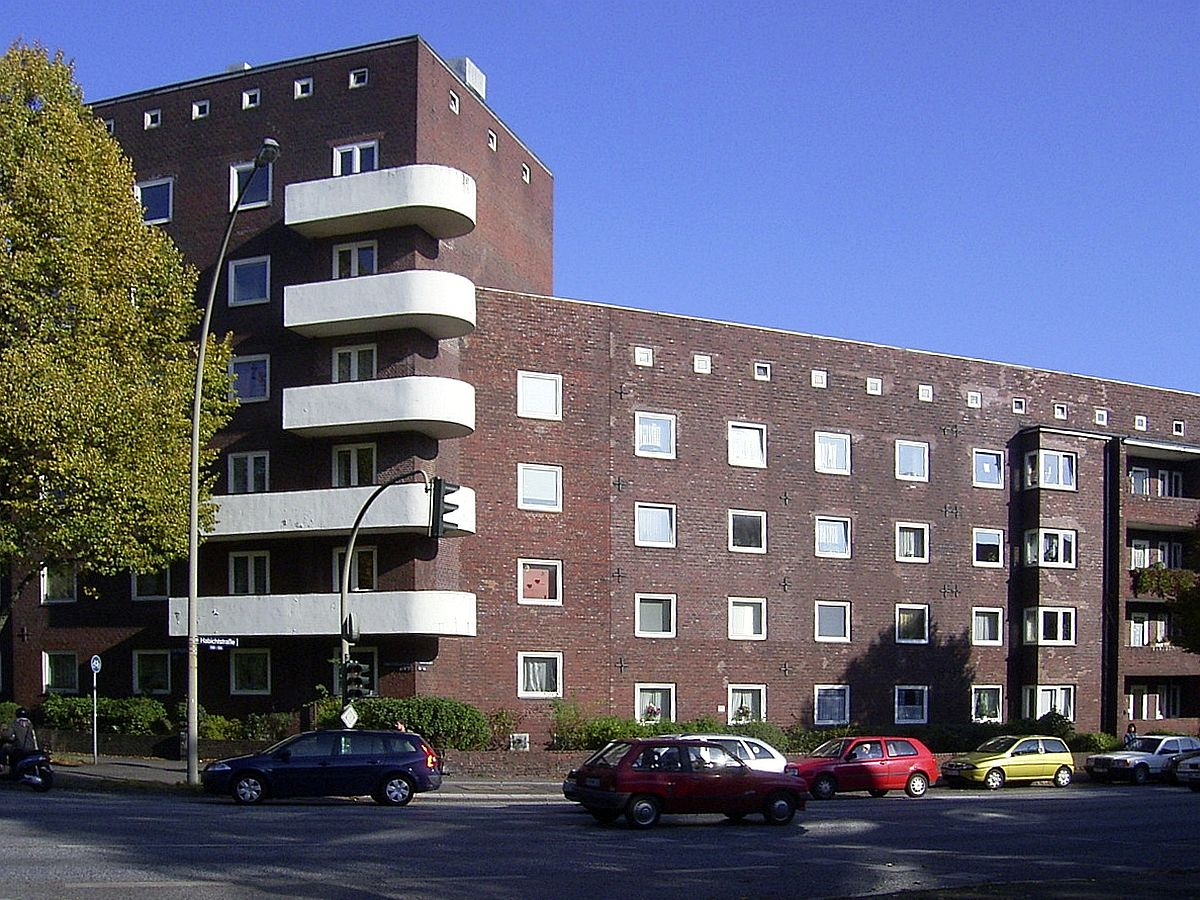
Karl Schneider, pisos en Hamburgo, 1929

Por otra parte, Karl Schneider diseñó fincas en Hamburgo, Ludwig Mies van der Rohe diseñó casas de bajo costo en la Afrikanische Strasse de Berlín (y en 1926, un monumento a Rosa Luxemburgo y Karl Liebknecht), mientras que los pisos Zeilenbau, alineados en línea recta y, para sus críticos, son esquemáticos. Se construyeron según los diseños de Otto Haesler, Gropius y otros en Dammerstock, Karlsruhe. El término funcionalismo comenzó a utilizarse para denotar el espíritu bastante severo y nada superfluo de la Nueva objetividad, siendo utilizado ya en 1925 por Adolf Behne en su libro Der Moderne Zweckbau ("El edificio funcional moderno"). En 1926, prácticamente todos los arquitectos modernistas alemanes se organizaron en un grupo conocido como Der Ring, que atrajo críticas de arquitectos que pronto serían nazis como Paul Schultze-Naumburg, que formó Der Block en respuesta. En 1928 se había formado el CIAM, y sus primeras conferencias, dedicadas a cuestiones de Existenzminimum, estuvieron dominadas por los programas sociales de los arquitectos alemanes.

## Difusión de la Nueva objetividad

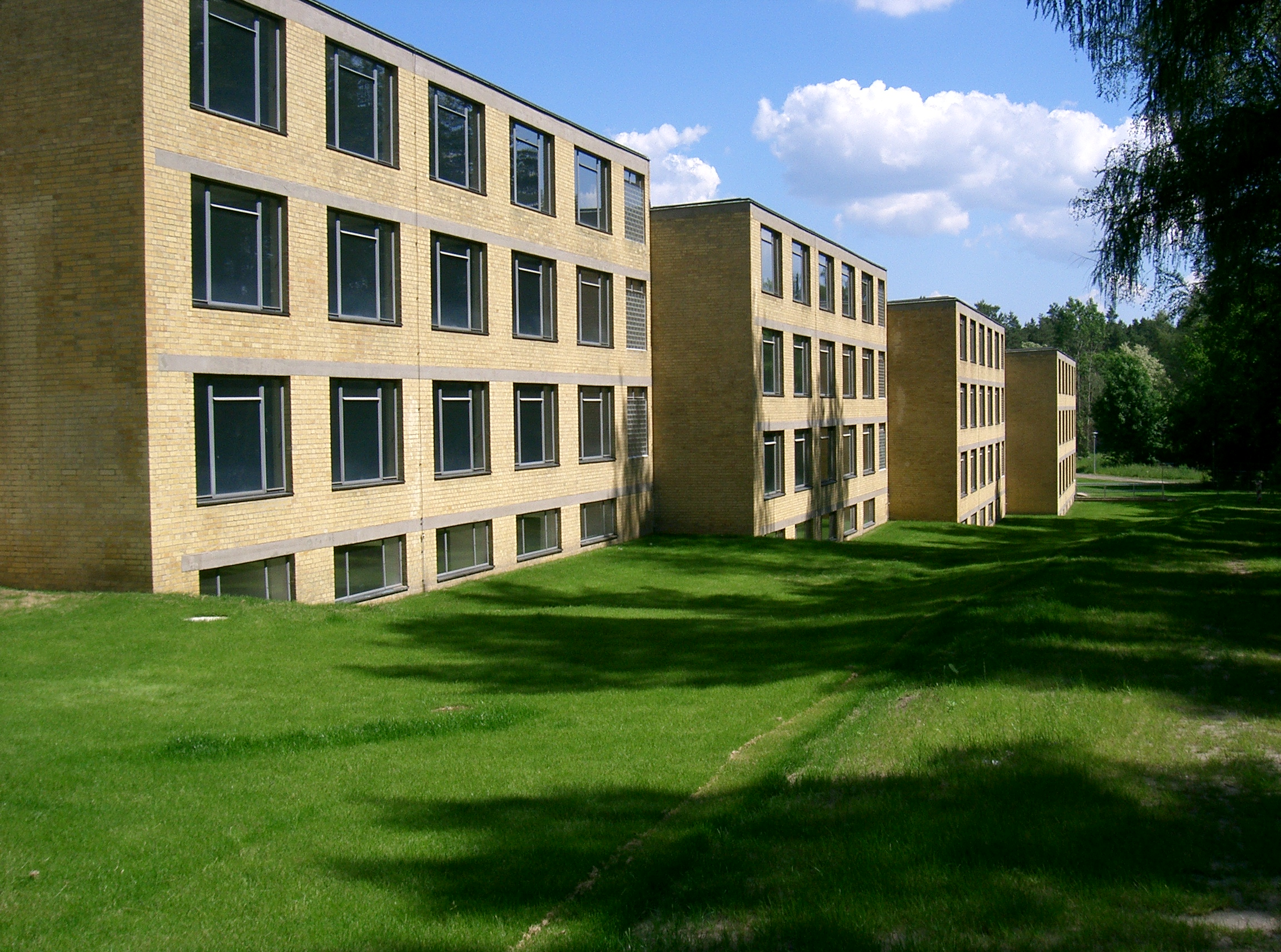
Residencias de estudiantes, Escuela Sindical ADGB, 1928-1930

En Suiza y los Países Bajos se había formado un ala izquierdista del movimiento, de orientación tecnológica, el llamado Grupo ABC. Estaba formado por colaboradores de El Lisitski como Mart Stam y Hannes Meyer, cuya obra más importante fue la cristalina extensión de la Factoría Van Nelle de Róterdam. Las líneas limpias de la Nueva objetividad también se utilizaron en escuelas y edificios públicos, desde mayo en Frankfurt, en la escuela sindical ADGB de Hannes Meyer en Bernau y en la escuela Alexander von Humboldt de Max Taut en Berlín, así como en la administración de la policía y edificios de oficinas en Berlín bajo la dirección de Martin Wagner. Los cines que influyeron mucho en los palacios cinematográficos del Streamline moderne fueron diseñados por Erich Mendelsohn (Kino-Universum, hoy Schaubühne am Lehniner Platz, Berlín, 1926) y Hans Poelzig (Kino Babylon, Rosa-Luxemburg-Strasse, Berlín, 1928-29). Poelzig desarrolló un estilo compuesto que utilizaba las nuevas formas con una construcción de mampostería más tradicional con su Haus des Rundfunks en Berlín y el edificio IG Farben en Frankfurt, y por Emil Fahrenkamp en su ondulante Shell-Haus de Berlín. Mientras tanto, la arquitectura de Erich Mendelsohn se había convertido en un "funcionalismo dinámico" para el comercio, como se ve en sus curvilíneos grandes almacenes como el Columbus-Haus en Berlín (demolido en los años 1950) y en los grandes almacenes Schocken, en Stuttgart (demolidos en los años 1960), Chemnitz y Breslavia. En Múnich, Robert Vorhoelzer y Robert Poeverlein fundaron la "Bayerische Postbauschule" y construyeron muchas oficinas de correos modernistas, mientras que la corriente arquitectónica de Múnich de los años 20 y 30 todavía prefería el nostálgico "Heimatstil".
La Gran Depresión que comenzó en 1929 tuvo un efecto desastroso en el Nuevo Edificio, debido a la dependencia financiera de Alemania de los Estados Unidos. Muchas propiedades y proyectos planeados en Frankfurt y Berlín fueron pospuestos indefinidamente, mientras que la profesión arquitectónica se polarizó políticamente, algo simbolizado por el despido en 1930 del director marxista de la Bauhaus, Hannes Meyer, quien había enfatizado, con sus colaboradores Ludwig Hilberseimer y Mart Stam, la importancia de la clase trabajadora y la vivienda colectiva, para ser reemplazado por Mies van der Rohe, cuyo Pabellón alemán y Casa Tugendhat le habían granjeado reputación como proveedor de lujo para los ricos, y procedió a convertir la Bauhaus en una escuela privada.

## Dispersión y exilio

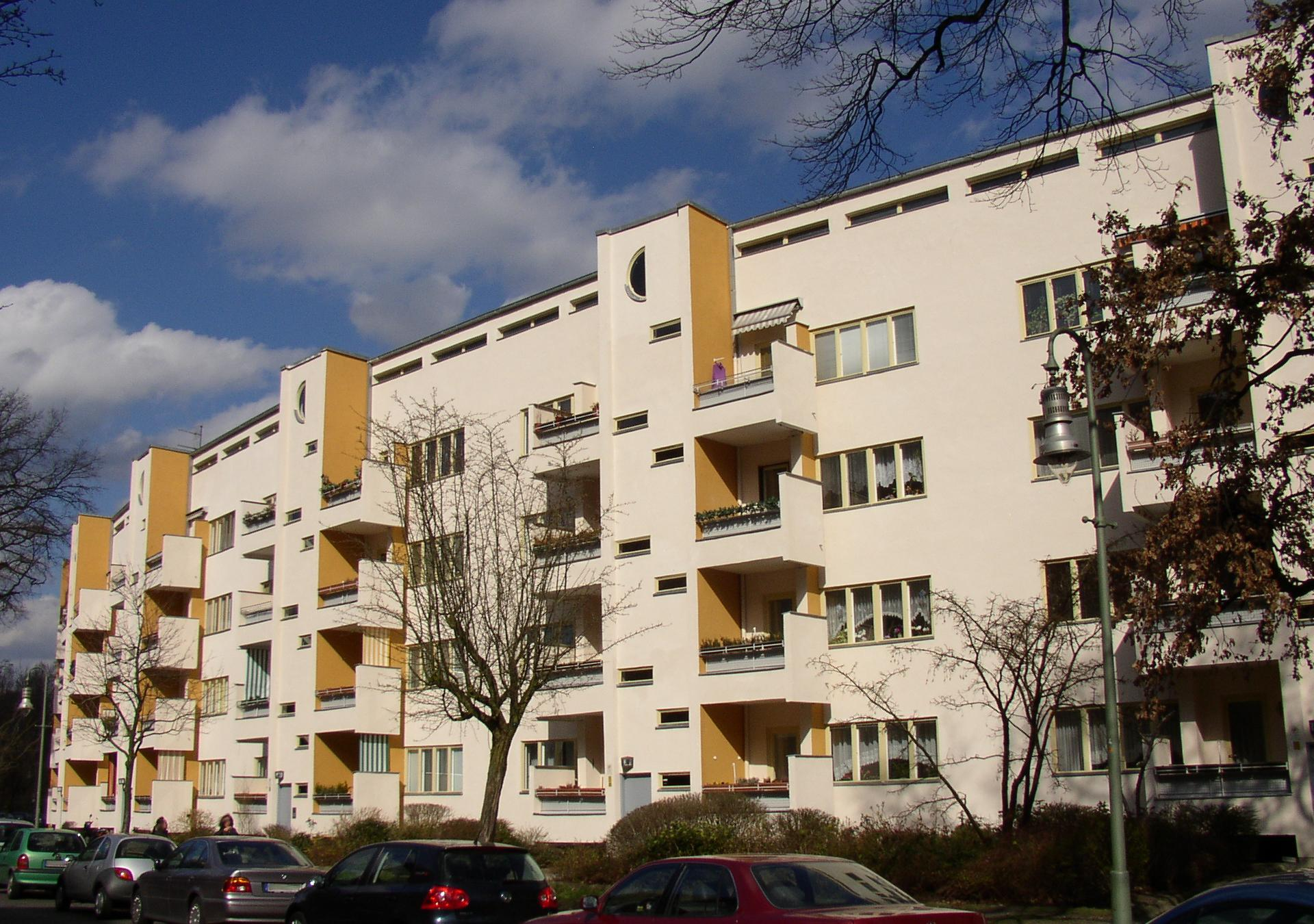
Pisos en Berlín-Siemenstadt, Hans Scharoun

A principios de la década de 1930 continuaron obras importantes en Alemania, en particular la finca Siemensstadt del Ring en Berlín, que fue planificada por Hans Scharoun como una versión más individual y humana de la fórmula de vivienda residencial de "existencia mínima". Pero el ambiente político se volvió más feo durante ese tiempo, con una prensa abiertamente hostil y presión directa sobre los arquitectos judíos y/o socialdemócratas para que abandonaran el país. Muchos modernistas alemanes destacados fueron a la Unión Soviética. Desde 1920, Moscú había sido la sede de la escuela técnica y de arte estatal rusa, un estrecho paralelo a la Bauhaus, Vjutemás, y había habido una conexión cultural significativa a través de la fertilización cruzada de El Lisitski. Rusia tenía planes colosales para ciudades enteras de viviendas para trabajadores y estaba atento a adquirir experiencia alemana. Ernst May, Stam y Schütte-Lihotzky se trasladaron allí en 1930 para diseñar nuevas ciudades como Magnitogorsk, a las que pronto les seguirían la llamada "Brigada Bauhaus" de Hannes Meyer y Bruno Taut.
Pero el experimento ruso terminó casi antes de comenzar. Las condiciones de trabajo resultaron desesperadas, los suministros imposibles de conseguir y la mano de obra poco calificada y desinteresada. La aceptación por parte de Stalin de la entrada "retrógrada" al Palacio de los Sóviets en la competencia de febrero de 1932 provocó una fuerte reacción de la comunidad modernista internacional, particularmente de Le Corbusier. Los modernistas acababan de perder a su mayor cliente. La política interna rusa condujo a feroces luchas internas entre los sindicatos de arquitectos rusos y a una campaña igualmente cruel contra los "especialistas" extranjeros. Algunos diseñadores no sobrevivieron a la experiencia.
Otros dejarían Alemania para ir a Japón o a la importante comunidad de exiliados alemanes en Estambul. Los principales arquitectos de la comunidad modernista terminaron en lugares tan lejanos como Kenia, México y Suecia.

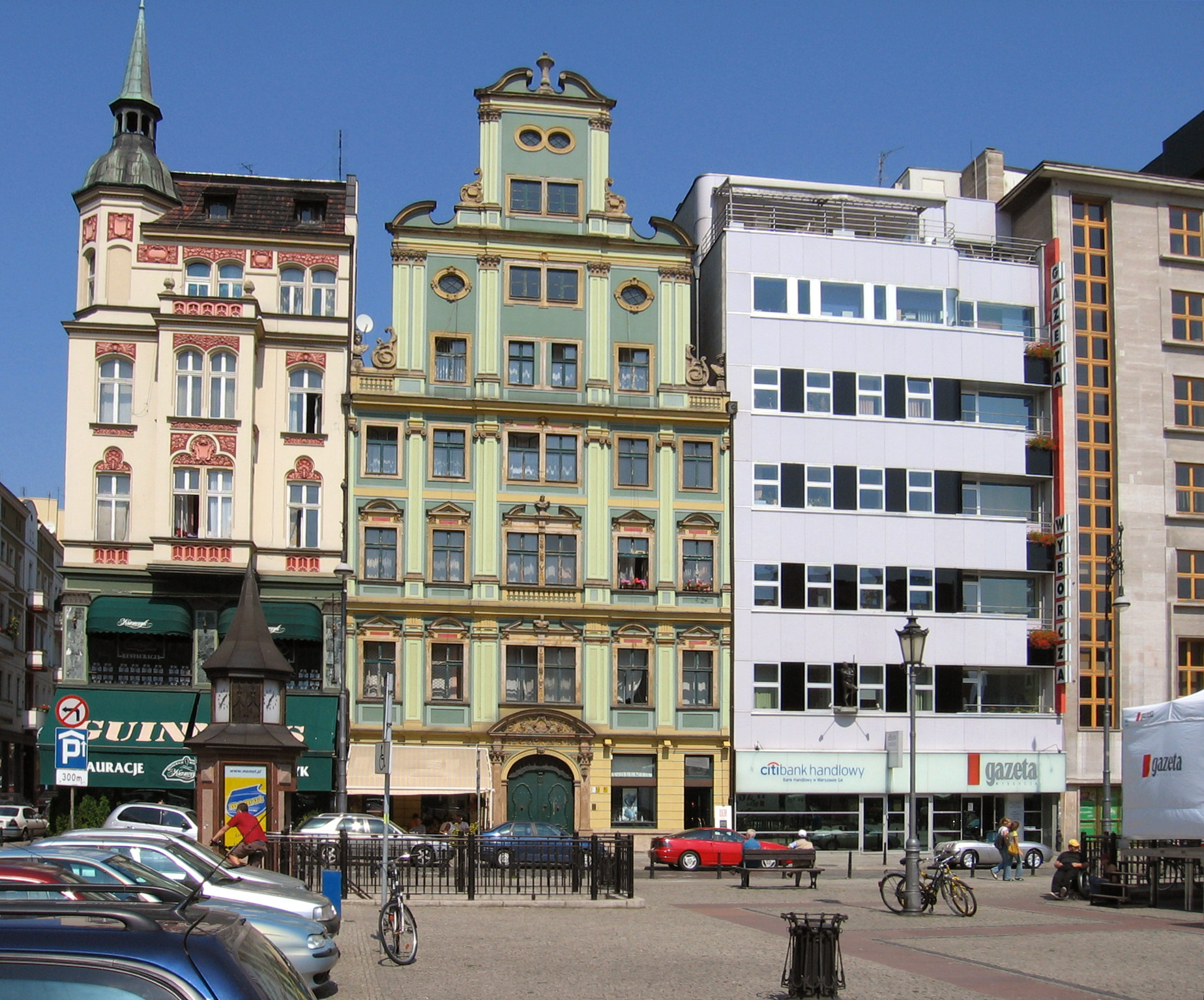
Farmacia Mohren de Adolf Rading en Breslavia

Otros partieron para el Proyecto Isokon y otros proyectos en Inglaterra, y finalmente a los Estados Unidos, donde Gropius, Breuer y el urbanista berlinés Martin Wagner educarían a una generación de estudiantes en la Escuela de Graduados de Diseño de Harvard.
Más popularmente, en los Estados Unidos, la publicación de la innovadora exposición y el libro Estilo internacional MoMA de Philip Johnson y Henry-Russell Hitchcock de 1932 estableció un "canon" oficial del estilo, con énfasis en Mies, Gropius y Le Corbusier. La atención prestada a estos tres llegó a expensas del contexto socialdemócrata de Neues Bauen y de la lógica arquitectónica de las viviendas producidas en masa patrocinadas por el Estado. Johnson y Hitchcock se burlaron de los "funcionalistas fanáticos" como Hannes Meyer por construir para "algún superhombre proletario del futuro". Aunque despojada de su significado social y rigor intelectual al importarla a los Estados Unidos, la Nueva objetividad sería, sin embargo, enormemente influyente en el desarrollo de la arquitectura moderna en todo el mundo en la posguerra.

Para empezar, la caracterización de la Nueva objetividad como un estilo arquitectónico habría provocado un fuerte desacuerdo entre sus practicantes. En palabras de Gropius, creían que los edificios debían estar "formados por leyes internas, sin mentiras ni juegos", y que la práctica de la construcción trascendería el uso de ornamentos y cualquier categorización estilística. En alemán, la frase Neues Bauen, que data de un libro de Erwin Gutkind de 1919, captura esta idea, porque Bauen connota "construcción" en contraposición a "arquitectura".

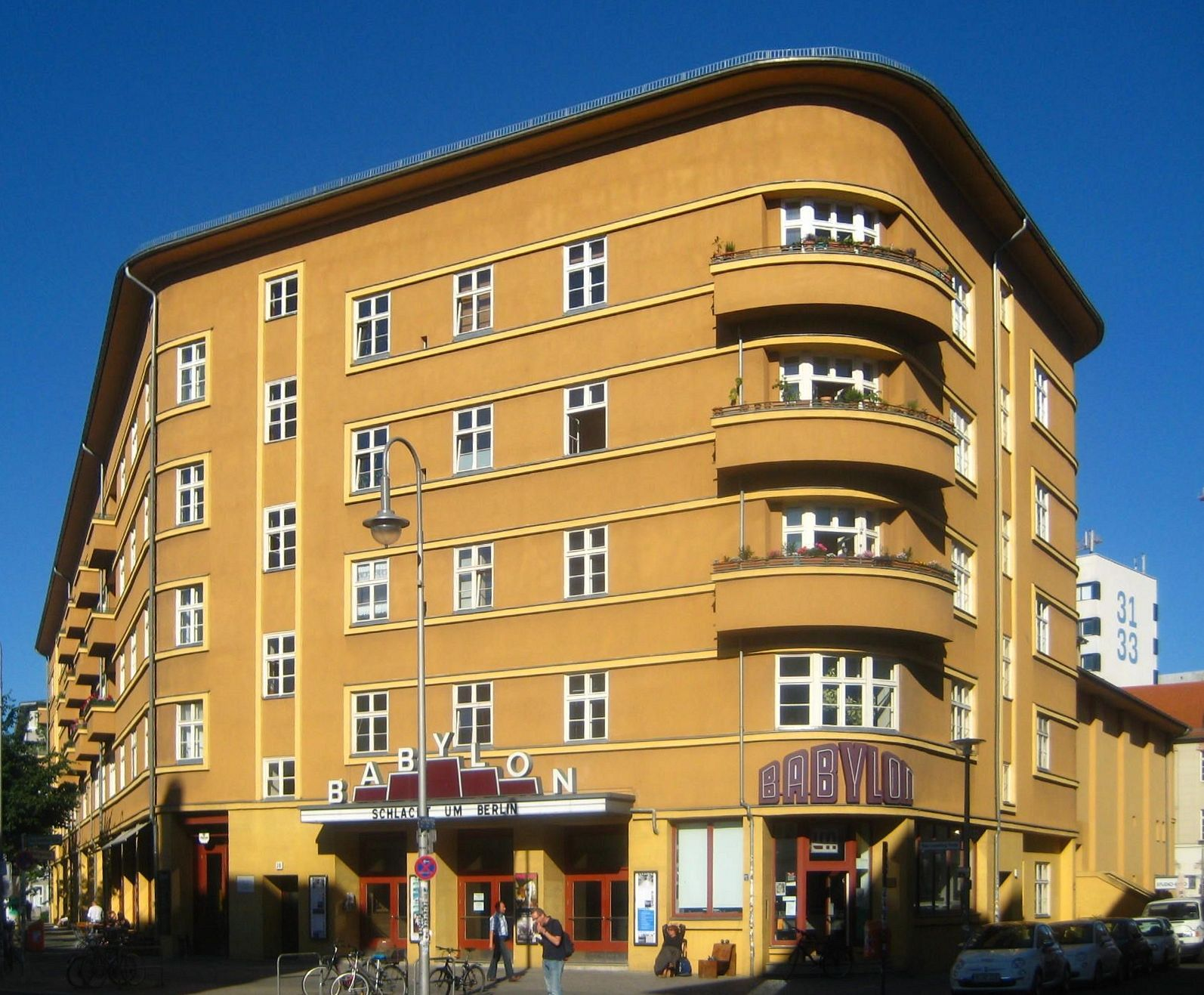
Cine Babilonia, Berlín. Diseñado 1928-29 por Hans Pölzig